# Traktat w Konstantynopolu (1700)
Traktat w Konstantynopolu – traktat pokojowy zawarty 14 lipca 1700 między Carstwem Rosyjskim a Imperium Osmańskim.

## Geneza
Był skutkiem prowadzonej w ramach wojny rosyjsko-tureckiej kampanii azowskiej cara Piotra I.

## Postanowienia
- Zapewnił neutralność ze strony Turcji w początku wojny północnej.
- Turcja zmuszona była zniszczyć swoje naddnieprzańskie twierdze (m.in. Tawań).
- Rosja uzyskiwała Azow wraz z ujściem Donu i przylegające ziemie w promieniu 10 km.
- Rosja nie musiała już płacić „upominków” na rzecz Chanatu Krymskiego. Lennikowi tureckiemu surowo zabroniono organizowania łupieskich najazdów na północnych sąsiadów. Wszelkie takie działania spotykały się z energicznymi przeciwdziałaniami władz Stambułu.
- Carat dodatkowo zyskał możliwość swobodnej żeglugi na Morzu Azowskim i Czarnym.